# Primavera Sound
Primavera Sound je hudební festival, který se od roku 2001 každoročně koná v Barceloně ve Španělsku na sklonku května, popřípadě začátkem června. Festival se odehrává uvnitř volnočasového komplexu Parc del Fòrum vzdáleného přibližně šest kilometrů na severovýchod od centra Barcelony. S návštěvností přesahující od roku 2010 sto tisíc návštěvníků patří událost mezi největší španělské hudební festivaly.
Festival je vyhlášený svým eklektickým programem, důrazem na nezávislou hudbu a jakožto showcase představující čerstvé mezinárodní i domácí umělce. Šíře zastoupených hudebních žánrů zahrnuje alternativní hudbu, indie, hip hop, taneční hudbu, folkovou hudbu, jazz, metal a experimentální hudbu. Mezi významná jména, která na tomto festivalu v dřívějších letech vystoupila, se zařadili Arcade Fire, The National, Sonic Youth, The White Stripes, Primal Scream, John Cale, New Order, The Stooges, Lou Reed, Motörhead, The Smashing Pumpkins, Portishead, Neil Young, Pavement, Pet Shop Boys, Pulp, The Cure anebo Blur.
Druhá edice festivalu, NOS Primavera Sound, byla představena roku 2012. Tato událost se odehrává v Portu v Portugalsku týden od skončení barcelonské edice. Festivaly ve svém programu sdílí některá jména.